# Isogenoides frontalis
Isogenoides frontalis is een steenvlieg uit de familie Perlodidae. De wetenschappelijke naam van de soort is voor het eerst geldig gepubliceerd in 1838 door Newman.